# Renate Weber
Renate Weber (Botoșani, 3 d'agost de 1955) és una advocada, jutgessa i activista romanesa pels drets humans. El novembre de 2007 va ser elegida eurodiputada i ho ha estat durant les legislatures 6a, 7a i 8a. És la primera persona romanesa designada com a cap d'una missió d'observació electoral de la Unió Europea. També va ser assessora en assumptes constitucionals i legislatius del president de Romania de 2004 a 2005. El 2007 va començar a militar al Partit Nacional Liberal romanès.
Weber es va graduar per la Facultat de Dret de la Universitat de Bucarest el 1979. Va arribar a ser vicepresidenta de la Federació Internacional de Drets Humans de Hèlsinki (1994-1996) o copresidenta de l'Associació per la Protecció dels Drets Humans a Romania - Comitè de Hèlsinki (1994-1999). Renate Weber va ser presidenta de la Fundació Soros a Romania, anteriorment coneguda com la Fundació Open Society Romania (1998-2005; 2006-2007).